# Ukrajinska abeceda
Ukrajinska abeceda je nabor črk, ki se uporabljajo za pisanje ukrajinščine, ki je uradni jezik Ukrajine. Je ena od različic cirilice. Moderna ukrajinska abeceda je sestavljena iz 33 črk.
V ukrajinščini se imenuje українська абетка (IPA: [ʊkrɐˈjinʲsʲkɐ ɐˈbɛtkɐ]; tr. Ukrajins'ka abetka), iz začetnih črk а (tr. a) in б (tr. b); алфавіт (tr. alfavit); ali arhaično, азбука (tr. azbuka), iz akrofonskih zgodnjih cirilskih črkovnih imen азъ (tr. az) in буки (tr. buki).
Ukrajinsko besedilo se včasih za necirilične bralce ali sisteme za transliteracijo romanizira (napiše z latinsko abecedo). Obstaja več splošnih metod za romanizacijo ukrajinščine, vključno z mednarodnim standardom za transkripcijo iz cirilice v latinico ISO 9.

## Abeceda
| 1   | 2   | 3   | 4   | 5   | 6   | 7   | 8   | 9   | 10  | 11  |
| А а | Б б | В в | Г г | Ґ ґ | Д д | Е е | Є є | Ж ж | З з | И и |
| 12  | 13  | 14  | 15  | 16  | 17  | 18  | 19  | 20  | 21  | 22  |
| І і | Ї ї | Й й | К к | Л л | М м | Н н | О о | П п | Р р | С с |
| 23  | 24  | 25  | 26  | 27  | 28  | 29  | 30  | 31  | 32  | 33  |
| Т т | У у | Ф ф | Х х | Ц ц | Ч ч | Ш ш | Щ щ | Ь ь | Ю ю | Я я |

Abeceda je sestavljena iz 33 črk, ki predstavljajo 38 fonemov (pomenskih glasovnih enot) in dodatni znak, apostrof. Ukrajinski pravopis (pravila pisanja) temelji na fonemskem načelu, pri čemer ena črka običajno ustreza enemu fonemu. Pravopis ima tudi primere, v katerih se uporabljajo pomenska, zgodovinska in morfološka načela. V ukrajinski abecedi je lahko "Ь" tudi zadnja črka v abecedi (to je bil njen uradni položaj od 1933 do 1990 leta).
Dvajset črk predstavlja soglasnike (б, г, ґ, д, ж, з, к, л, м, н, п, р, с, т, ф, х, ц, ч, ш, щ), deset samoglasnike (а, е, є, и, і, ї, о, у, ю, я) in dva polglasnika (й/yot in в). Mehki znak ь, ki se pojavi samo za soglasniki, pomeni, da je prejšnji soglasnik mehak (palataliziran).
Tudi nebni soglasniki so palatalizirani, če jim sledijo nekateri samoglasniki: д, з, л, н, р, с, т, ц in дз se zmehčajo, ko jim sledi »mehki« samoglasnik: є, і, ю, я. Glej jotacija.
Apostrof izniči palatalizacijo na mestih, ki so običajna pravopisna pravila. V nekaterih besedah se pojavlja tudi za labialnimi soglasniki, na primer ім'я́ »ime«. Ohranjen je v transliteracijah iz latinske abecede: Кот-д’Івуар (Slonokoščena obala) in О’Тул (O'Toole).
V abecedi obstajajo še druge izjeme glede na fonemsko načelo. Nekatere črke predstavljajo dva fonema: щ /ʃt͡ʃ/, ї /ji/ ali /jɪ/, in є /jɛ/, ю /ju/, я /jɑ/, ko ne palatalizirajo predhodni soglasnik. Digrafi дз in дж se običajno uporabljajo za predstavitev posameznih afrikat /d͡z/ in /d͡ʒ/. Palatalizacija soglasnikov pred е, у, а je označena namesto tega z zapisom ustrezne črke є, ю, я.
V primerjavi z drugimi ciriličnimi abecedami je sodobna ukrajinska abeceda najbolj podobna tistim iz drugih vzhodnoslovanskih jezikov: beloruska, ruska in rusinska. Ohranila je dve zgodnji cirilični črki í (i) in iže (и) za predstavljanje sorodnih zvokov /i/ in /ɪ/ ter dve zgodovinski obliki e (е) in je (є). Njene edinstvene črke so naslednje:
- ge (ґ), ki se uporablja za manj pogost glas velarni ploziv /ɡ/, medtem ko je v ukrajinščini navadni cirilični г predstavlja glotalni frikativ, /ɦ/.
- ji (ї) /ji/ ali /jɪ/.

Apostrof se na tak način uporablja tudi v beloruskem pravopisu, isto funkcijo pa v ruščini opravlja trdi znak (ъ): primerjajte ukrajinski об'єкт in beloruski аб'ект vs. ruski объект ("predmet").

## Črke, prečrkovanje in izgovorjava
Ukrajinska vlada je leta 2010 določila enotno prečrkovalno tabelo za prečrkovanje ukrajinske cirilice v latinico, ki je namenjena angleško govorečim in se zato v slovenščini (in ostalih slovanskih jezikih) ne uporablja. V slovenščini prečrkovanje obravnava Slovenski pravopis.
| Navadno | Poševno | Uradni prečrkovalni sistem (2010) ukrajinske vlade | Prečrkovanje po Pravopisnem slovarju (2001) | Ime                         | IPA           |
| ------- | ------- | -------------------------------------------------- | ------------------------------------------- | --------------------------- | ------------- |
| А а     | А а     | a                                                  | a                                           | а /ɑ/                       | /ɑ/           |
| Б б     | Б б     | b                                                  | b                                           | бе /bɛ/                     | /b/           |
| В в     | В в     | v                                                  | v                                           | ве /wɛ/                     | /w/           |
| Г г     | Г г     | h                                                  | g                                           | ге /ɦɛ/                     | /ɦ/           |
| Ґ ґ     | Ґ ґ     | g                                                  | g                                           | ґе /ɡɛ/                     | /ɡ/           |
| Д д     | Д д     | d                                                  | d                                           | де /dɛ/                     | /d/, /dʲ/     |
| Е е     | Е е     | e                                                  | e                                           | е /ɛ/                       | /ɛ/           |
| Є є     | Є є     | ie, ye-                                            | je                                          | є /jɛ/                      | /jɛ/ ali /ʲɛ/ |
| Ж ж     | Ж ж     | zh                                                 | ž                                           | же /ʒɛ/                     | /ʒ/           |
| З з     | З з     | z                                                  | z                                           | зе /zɛ/                     | /z/, /zʲ/     |
| И и     | И и     | y                                                  | y                                           | и /ɪ̈/                       | /ɪ̈/           |
| І і     | І і     | i                                                  | i                                           | і /i/                       | /i/, /ʲi/     |
| Ї ї     | Ї ї     | i, yi-                                             | ji                                          | ї /ji/                      | /ji/          |
| Й й     | Й й     | i, y-                                              | j                                           | йот /jɔt/, й /ɪj/           | /j/           |
| К к     | К к     | k                                                  | k                                           | ка /kɑ/                     | /k/           |
| Л л     | Л л     | l                                                  | l                                           | ел /ɛl/                     | /l/, /lʲ/     |
| М м     | М м     | m                                                  | m                                           | ем /ɛm/                     | /m/           |
| Н н     | Н н     | n                                                  | n                                           | ен /ɛn/                     | /n/, /nʲ/     |
| О о     | О о     | o                                                  | o                                           | о /ɔ/                       | /ɔ/           |
| П п     | П п     | p                                                  | p                                           | пе /pɛ/                     | /p/           |
| Р р     | Р р     | r                                                  | r                                           | ер /ɛr/                     | /r/, /rʲ/     |
| С с     | С с     | s                                                  | s                                           | ес /ɛs/                     | /s/, /sʲ/     |
| Т т     | Т т     | t                                                  | t                                           | те /tɛ/                     | /t/, /tʲ/     |
| У у     | У у     | u                                                  | u                                           | у /u/                       | /u/           |
| Ф ф     | Ф ф     | f                                                  | f                                           | еф /ɛf/                     | /f/           |
| Х х     | Х х     | kh                                                 | h                                           | ха /xɑ/                     | /x/           |
| Ц ц     | Ц ц     | ts                                                 | c                                           | це /t͡sɛ/                    | /t͡s/, /t͡sʲ/   |
| Ч ч     | Ч ч     | ch                                                 | č                                           | че /t͡ʃɛ/                    | /t͡ʃ/          |
| Ш ш     | Ш ш     | sh                                                 | š                                           | ша /ʃɑ/                     | /ʃ/           |
| Щ щ     | Щ щ     | shch                                               | šč                                          | ща /ʃt͡ʃɑ/                   | /ʃt͡ʃ/         |
| Ь ь     | Ь ь     |                                                    | ʼ                                           | м’який знак /mjɑˈkɪj ˈznɑk/ | /◌ʲ/          |
| Ю ю     | Ю ю     | iu, yu-                                            | ju                                          | ю /ju/                      | /ju/ ali /ʲu/ |
| Я я     | Я я     | ia, ya-                                            | ja                                          | я /jɑ/                      | /jɑ/ ali /ʲɑ/ |
| ʼ       | ʼ       |                                                    | ʼ                                           | апостроф /ɑˈpɔstrɔf/        | [ e ]         |

Opombe:
1. ↑  Izgovorjava /w/ se razlikuje glede na kontekst; it is labial before back vowels and labiodental before front vowels.  It is also vocalised to [u̯] in the syllable coda.
2. ↑  Ge (ґ) je bil v sovjetski Ukrajini od 1933 do 1990 uradno prepovedan;[4] izpuščen je iz nekaterih računalniških kodiranj znakov, na primer ISO-8859-5 in MS-DOS Cyrillic.
3. 1 2 3 4 5  Druga varianta se uporablja na začetku besede.
4. ↑  Mehki znak (ь) pomeni mehčanje (palatalizacijo) predhodnega soglasnika. Do leta 1990 je bil zadnja črka abecede, nakar je novi pravopis spremenil njegov položaj.
5. ↑  Opuščaj se v ukrajinščini uporablja kot trdi znak, analogen ruski črki ъ, ki označuje, da soglasnik pred mehkim samostalnikom ni palataliziran, kjer bi sicer bil.

## Podomačevanje
Slovenski pravopis 2001 določa tudi podomačevanje ukrajinske cirilice. Pri podomačevanju se uporablja pravila prečrkovanja, razen za sledeča pravila (v oklepajih so zapisani primeri: zapis v cirilici - uradno ukrajinsko prečrkovanje 2010 - prečrkovanje po Slovenskem pravopisu 2001 - podomačevanje po Slovenskem pravopisu):
- и zapišemo z i namesto z y (Житомир - Zhytomyr - Žytomyr - Žitomir)
- -я v obrazilu -иця zamenjamo z a (паляниця - palyanytsya - paljanycja - paljanica)
- opuščamo ь (mehki znak) za soglasniki - za črko l in n pa ga (navadno) zamenjamo z j (редьква - redkva - red'kva - redkva)
- pridevniške končnice slovenimo (українсʼкий - ukrainskyy - ukrajins''kyj - ukrajinski)
- poenostavljamo dvojne soglasnike (Вінниця - Vinnytsia - Vinnycja - Vinica)
- pri samostalnikih moškega spola, ki so naglašeni s končnim -o ali -a naglas prenesemo na osnovo
- pri samostalnikih ženskega spola, ki so naglašeni s končnim -a naglas prenesemo na osnovo
- uveljavljeni eksonimi imajo prednost pred podomačeno obliko geografskih imen (Київ - Kyiv - Kyjiv - Kijev)